# Paul Aebischer
Paul Aebischer (* 8. Dezember 1897 in Posieux; † 9. März 1977 in Florenz) war ein Schweizer Romanist und Mediävist.

## Leben und Werk
Aebischer, dessen Mutter Italienerin war, studierte Romanische Philologie in Fribourg und Zürich. Er promovierte 1921 in Fribourg mit der Arbeit Sur l’origine et la formation des noms de famille dans le canton de Fribourg (Genf 1923) und war dann in Florenz (Lektor 1924–1925), Paris, Bonn und Barcelona. Von 1924 bis 1975 war er Privatdozent in Fribourg, ab 1929 ausserordentlicher Professor (1940–1942 auch Dekan), ab 1945 ordentlicher Professor für Romanische Philologie in Lausanne (bis 1968).
Seit 1943 war er korrespondierendes Mitglied der Sächsischen Akademie der Wissenschaften, seit 1955 korrespondierendes, seit 1969 auswärtiges Mitglied der Deutschen Akademie der Wissenschaften zu Berlin. Seit 1946 war er auch korrespondierendes Mitglied der Accademia della Crusca in Florenz und des Institut d’Estudis Catalans (Barcelona).

## Schriften
- Etudes de toponymie catalane, Barcelona 1928, u.d.T. Estudis de toponímia catalana, Barcelona 2006
- Essai sur l’onomastique catalane du IXe au XIIe siècle, Barcelona 1928
- (Hrsg.) L’Herbier de Moudon. Un recueil de recettes médicales de la fin du 14e siècle, Aarau 1938
- Estudios de toponimia y lexicografía románica, Barcelona 1948
- (Hrsg.) Chrestomathie franco-provençale. Recueil de textes franco-provençaux antérieurs à 1630, Bern 1950
- Rolandiana borealia. La Saga af Runzivals Bardaga et ses dérivés scandinaves comparés à la chansons de Roland. Essai de restauration du manuscrit français utilisé par le traducteur norrois, Lausanne 1954
- Textes norrois et littérature française du moyen âge, 2 Bde., Genf 1954–1972
- Les versions norroises du "Voyage de Charlemagne en Orient" et leurs sources, Paris 1956
- Etudes sur Otinel. De la chanson de geste à la saga norroise et aux origines de la légende, Bern 1960
- Le mystère d’Adam. Ordo representacionis Ade, Genf 1963
- Le voyage de Charlemagne à Jérusalem et à Constantinople, Genf 1965
- Rolandia et Oliveriana. Recueil d'études sur les chansons de geste, Genf 1967
- Linguistique romane et histoire religieuse. Recherches sur quelques cultes préchrétiens et quelques termes du lexique ecclésiastique à la lumière de la toponymie et du vocabulaire des textes médiévaux latins, Barcelona 1968
- Préhistoire et protohistoire du Roland d’Oxford, Bern 1972
- Neuf études sur le théâtre médiéval, Genf 1972
- Girard d’Amiens, Le roman du cheval de Fust, ou de Meliacin, Genf 1974
- Des Annales carolingiennes à Doon de Mayence. Nouveau recueil d’études sur l’épique française médiévale, Genf 1975
- Les noms de lieux du canton de Fribourg (partie française), Fribourg 1976
- Etudes de stratigraphie linguistique, Bern 1978